# Pangaleguismo
O pangaleguismo é o pensamento a favor da união dos galegos com independência da sua residência ou não na Galiza. A palavra foi cunhada em 1918 no contexto das Irmandades da Fala por Antón Villar Ponte e o conceito veio sendo empreguado por diversos intelectuais galegos desde então. Faz referência à questão da dualidade da identidade galega (Galiza + diáspora galega) e tem a ver com outras como a galaicidade (termo cunhado por Valentín Paz-Andrade) ou galeguidade (no senso que lhe dava Ramón Otero Pedrayo), a galusofonia contra a Galiza Mundial e na acepção de Antón Villar Ponte refere à consolidação nacional e à expansão internacional da identidade galega: pangaleguismo quer dizer defesa das formas e valores da consciência cívico-cultural galega dentro e fora dos lindeiros da Galiza territorial.
Também existe uma aceitação com uma conotação mais limitada pela que o pangaleguismo que consiste em incorporar Portugal no desenho político futuro do nacionalismo galego.